# Sanlatah
Sanlatah es una localidad, comisaría del municipio de Tekantó en el estado de Yucatán localizado en el sureste de México.

## Toponimia
El nombre (Sanlatah) proviene del idioma maya.

## Importancia histórica
Tuvo su esplendor durante la época del auge henequenero y emitió fichas de hacienda las cuales por su diseño son de interés para los numismáticos. Dichas fichas acreditan la hacienda como propiedad de Olegario y José Trinidad Molina Solís.

## Demografía
Según el censo de 2005 realizado por el INEGI, la población de la localidad era de 73 habitantes, de los cuales 42 eran hombres y 31 eran mujeres.
| 505                         | 699 | 271 | 264 | 204 | 232 | 201 | 242 | 118 | 107 | 94 | 83 | 73 |
| (Fuente: INEGI [Consultar]) |     |     |     |     |     |     |     |     |     |    |    |    |

## Galería

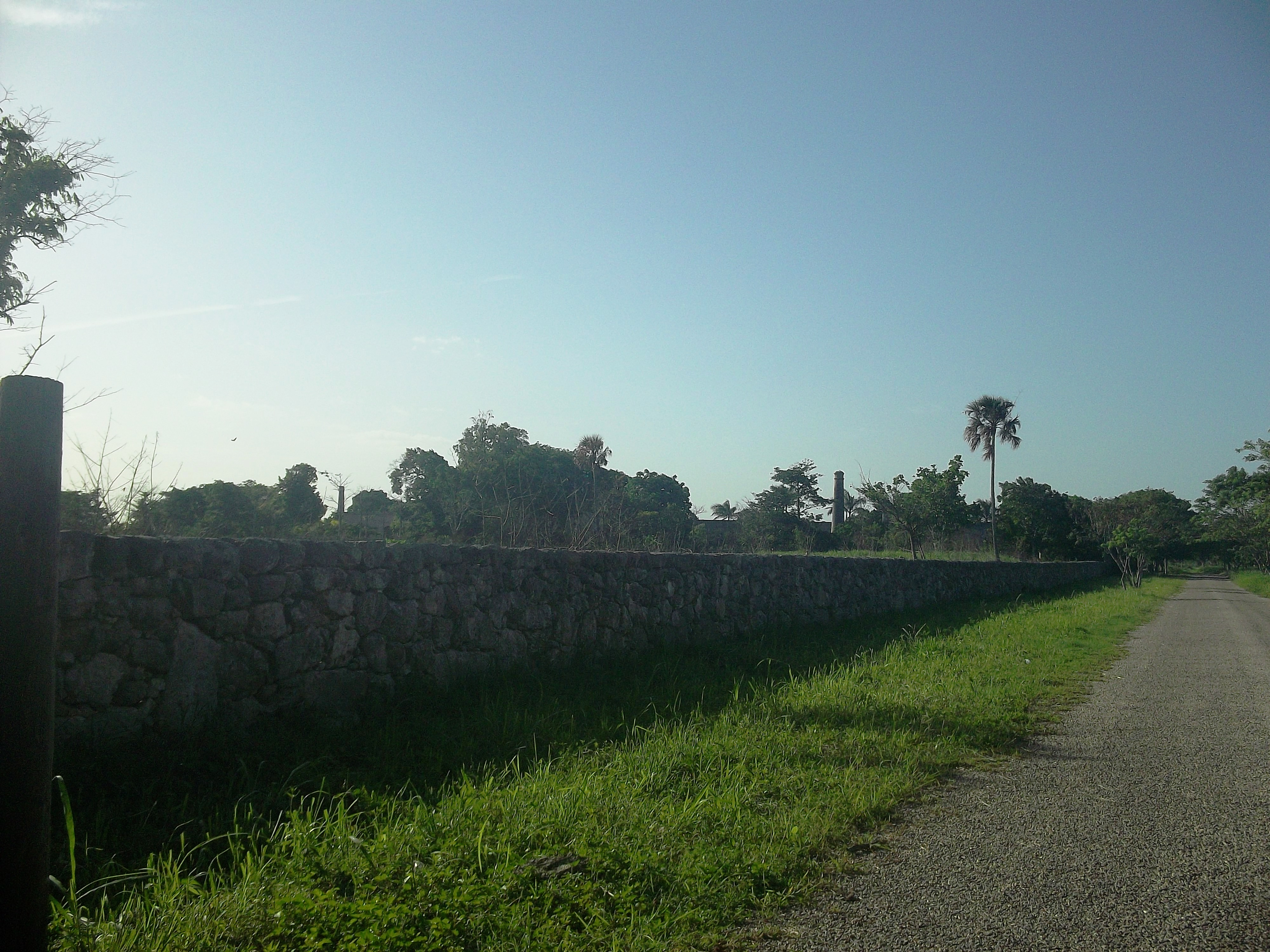
Hacienda de Sanlatah.
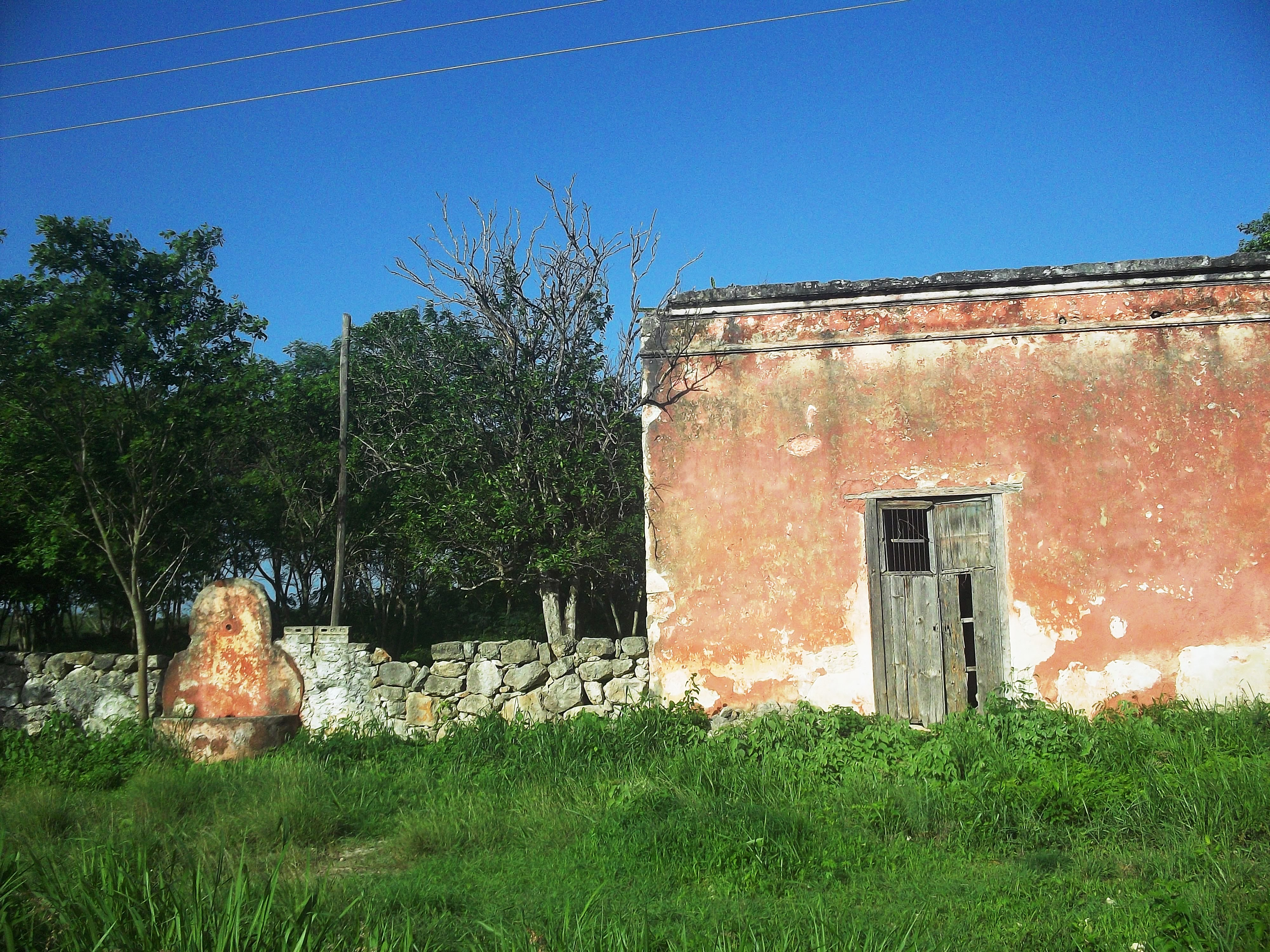
Hacienda de Sanlatah.
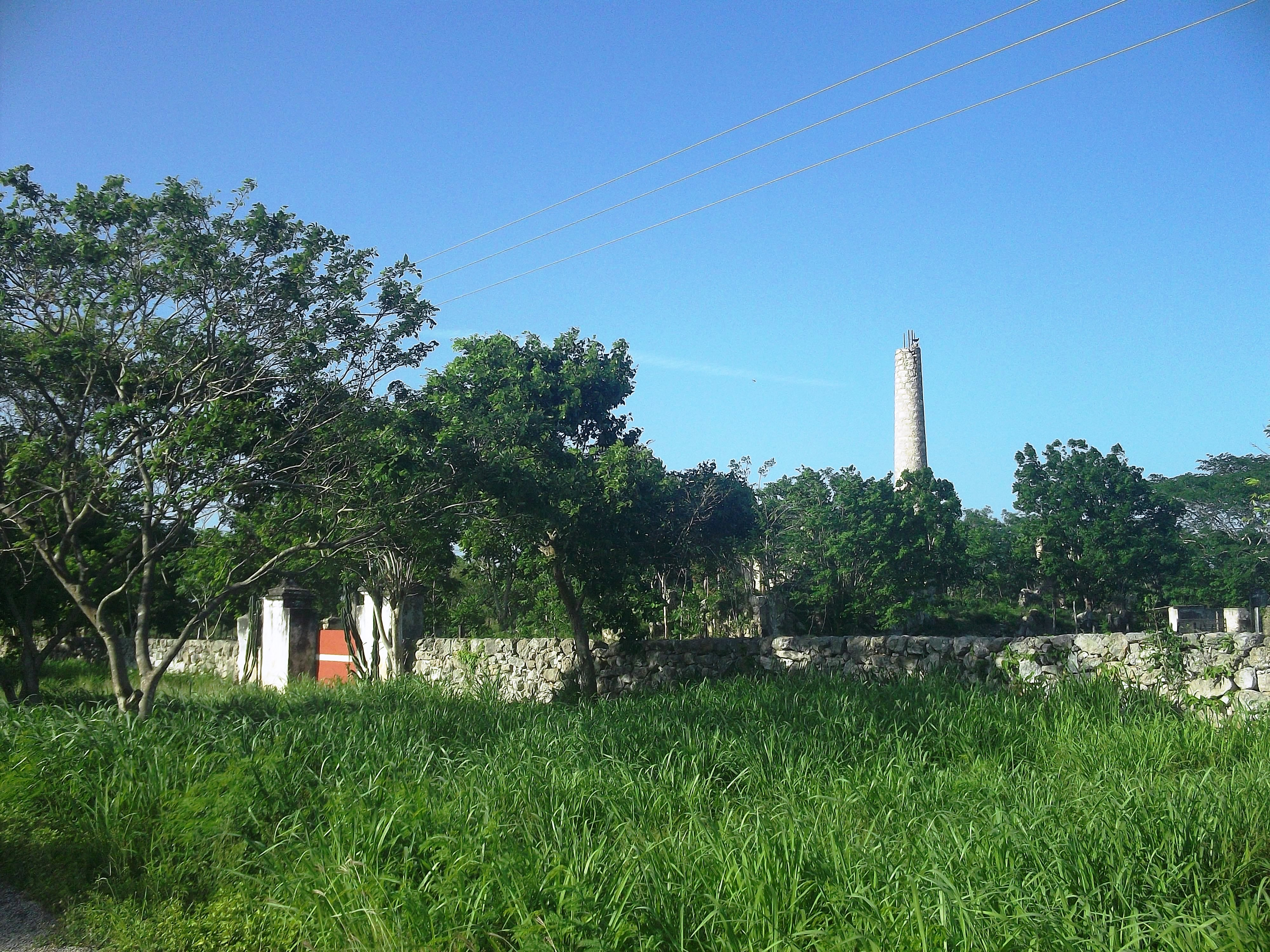
Hacienda de Sanlatah.
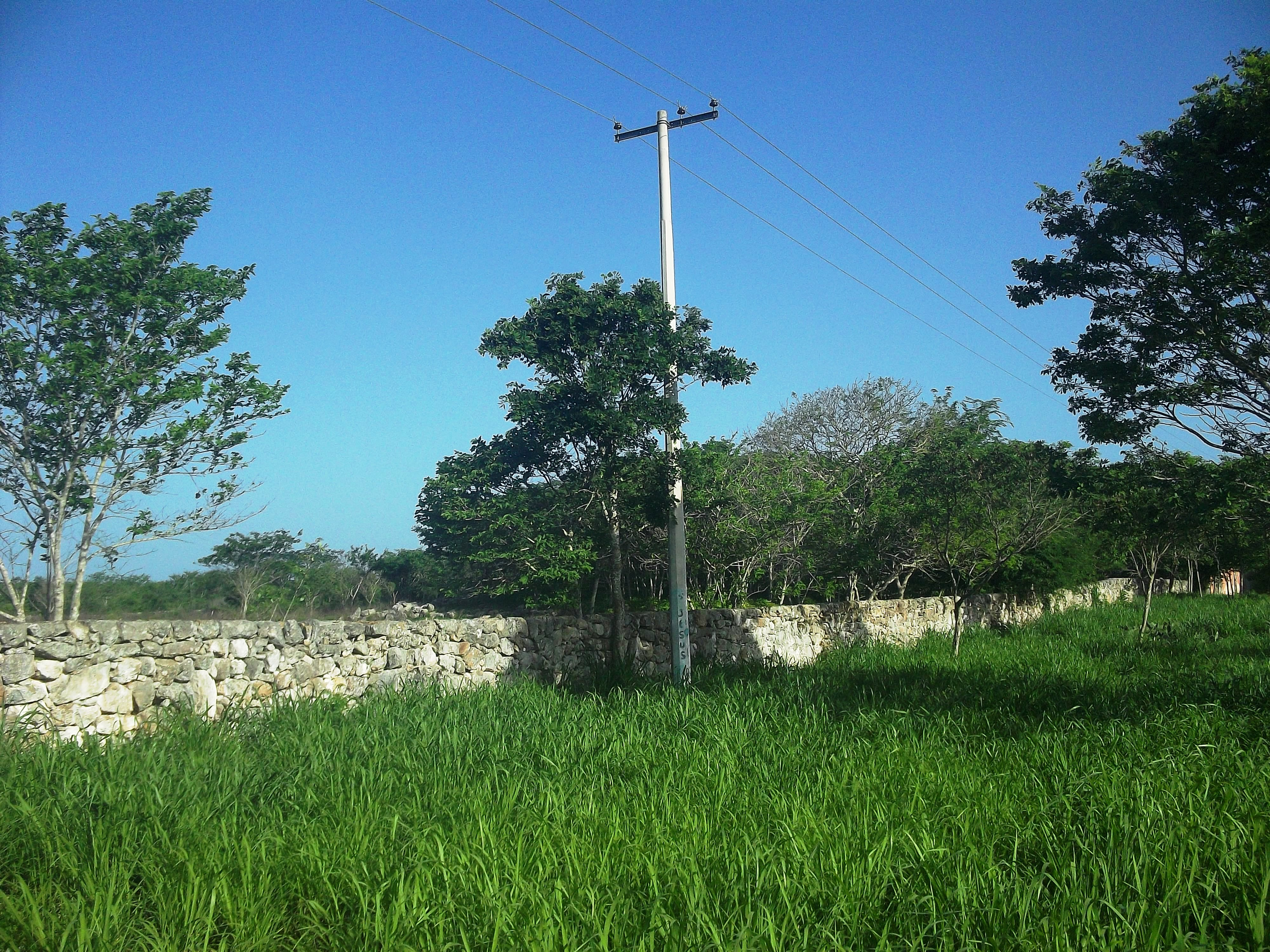
Vestigios arqueológicos de Sanlatah.
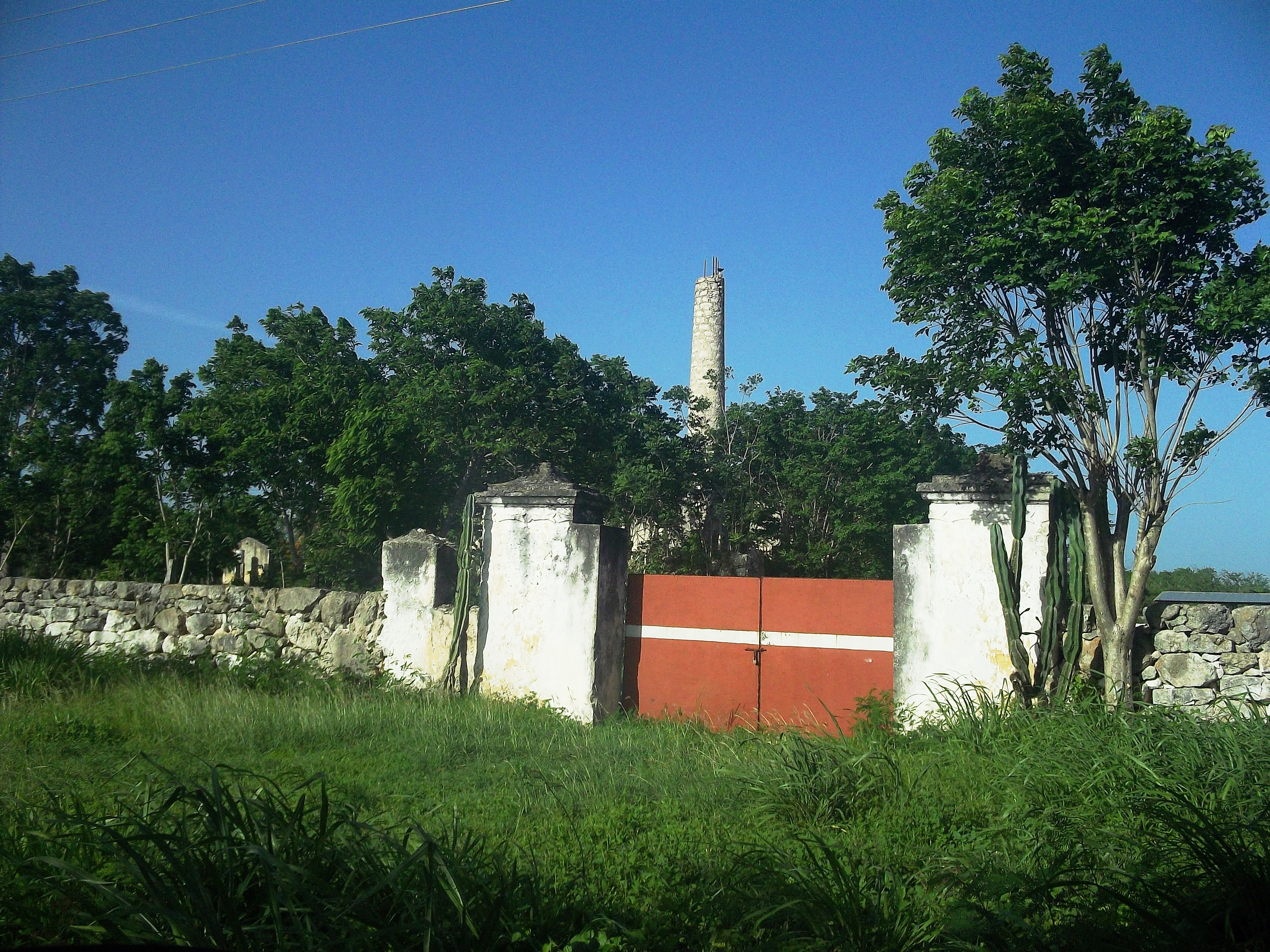
Hacienda de Sanlatah.
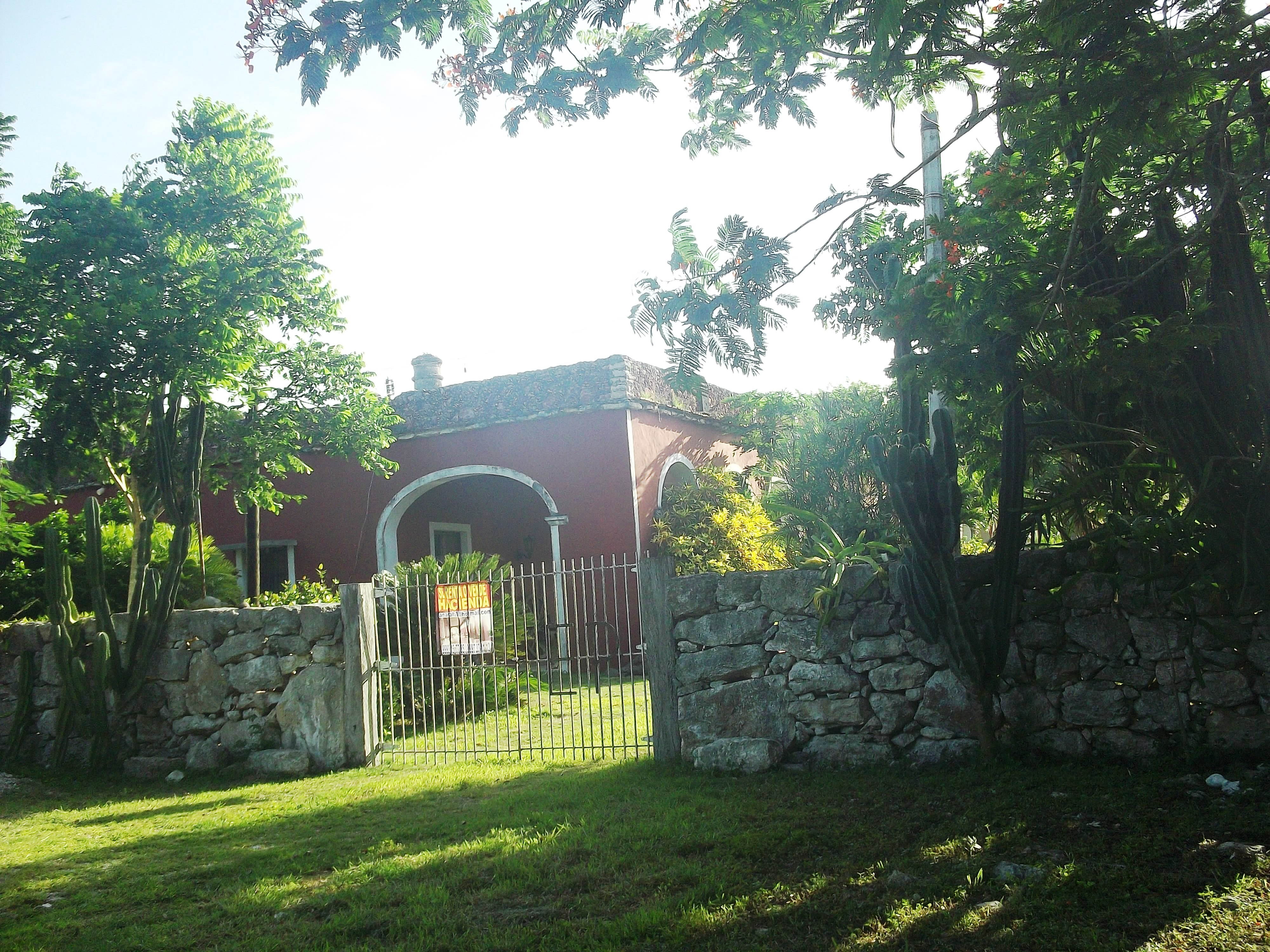
Hacienda de Sanlatah.
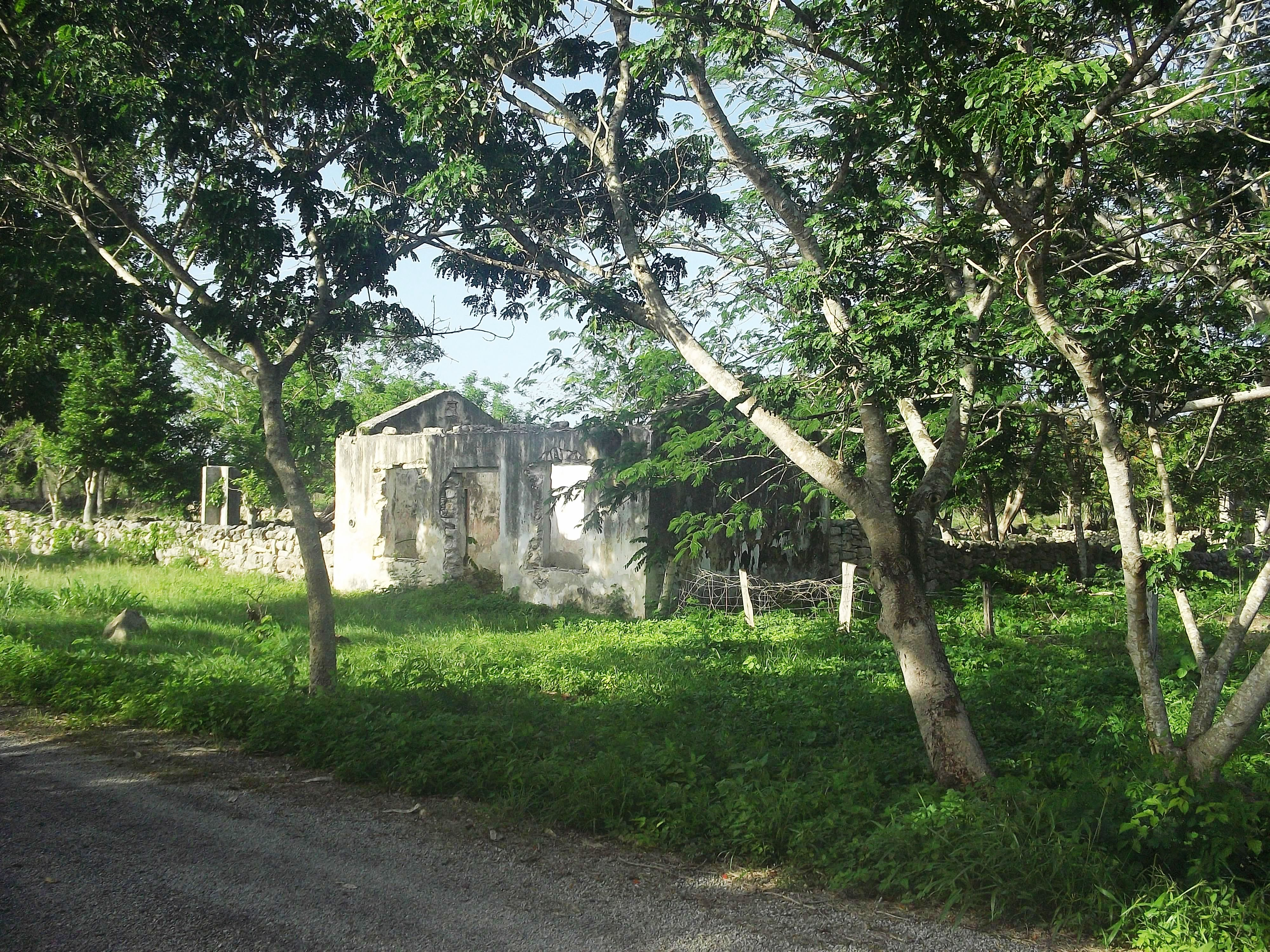
Hacienda de Sanlatah.
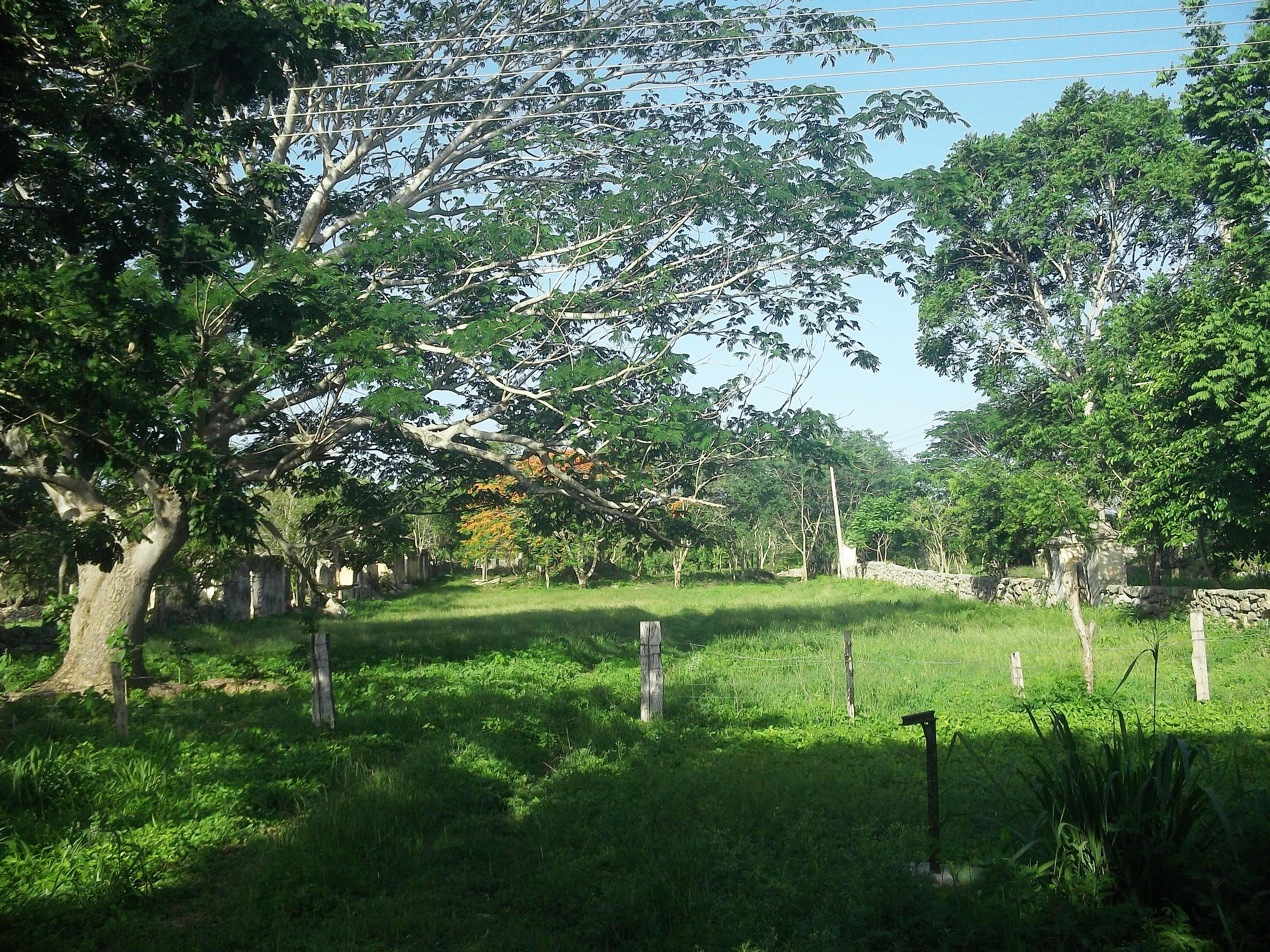
Hacienda de Sanlatah.
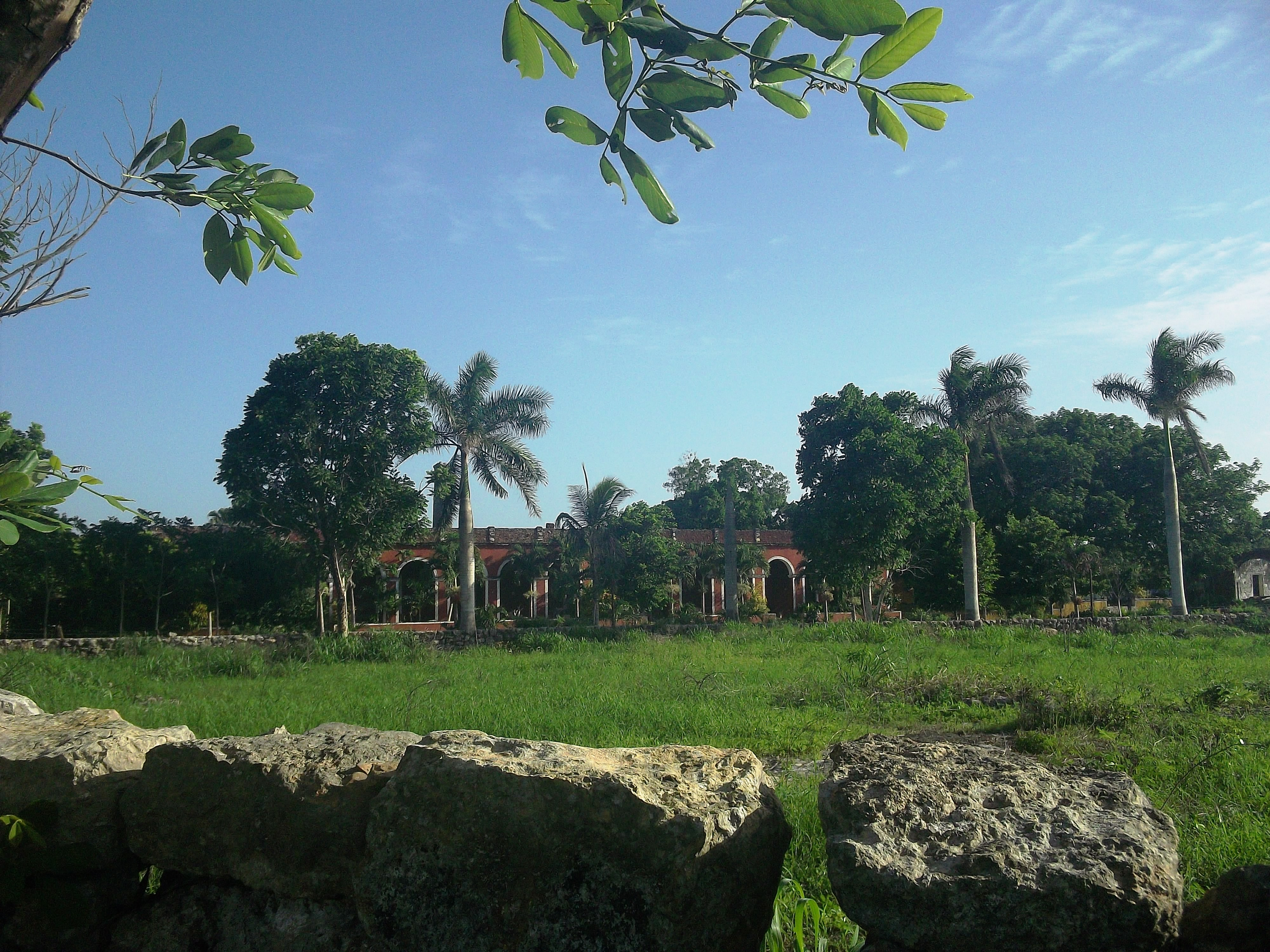
Hacienda de Sanlatah.
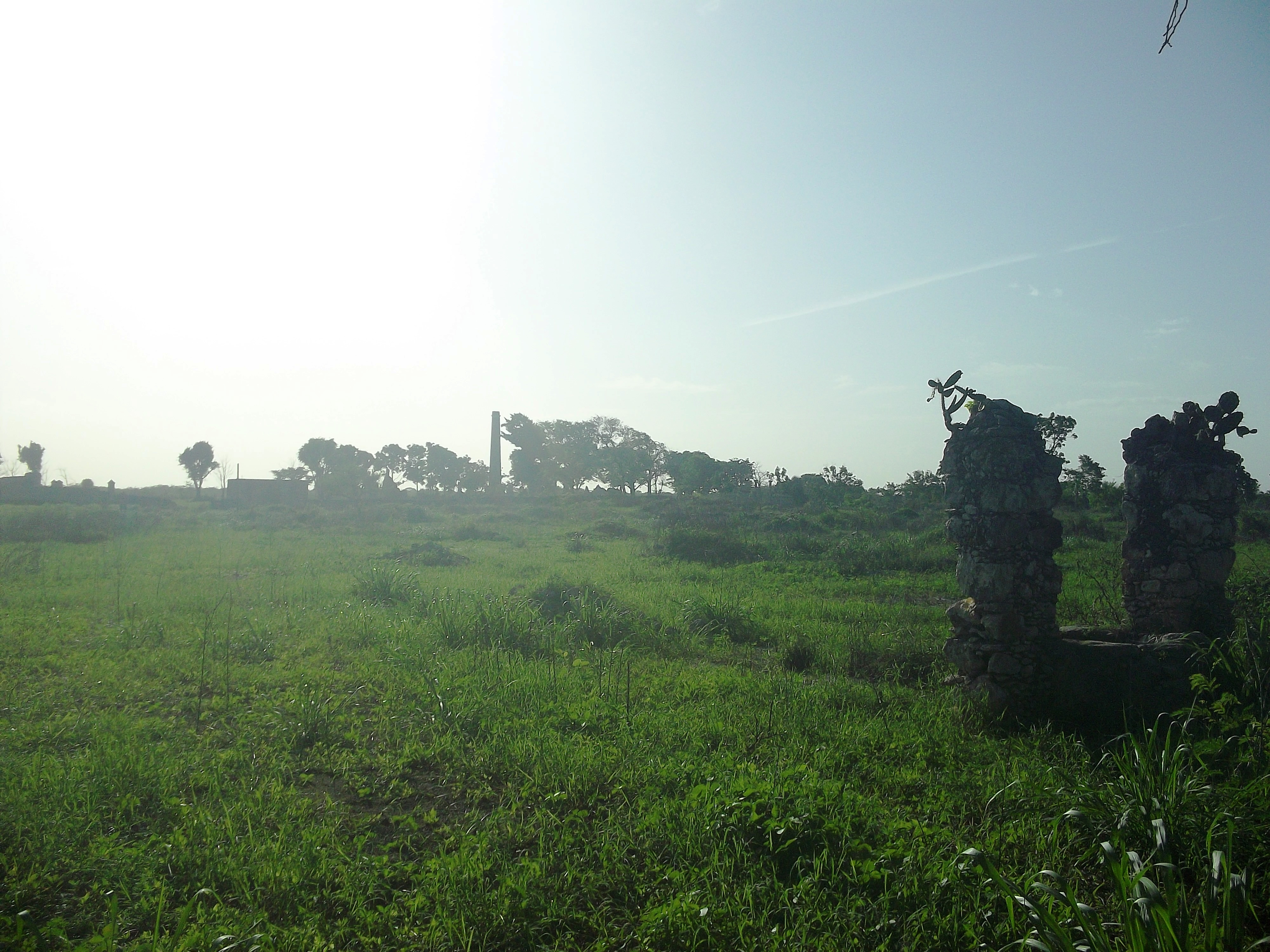
Hacienda de Sanlatah.
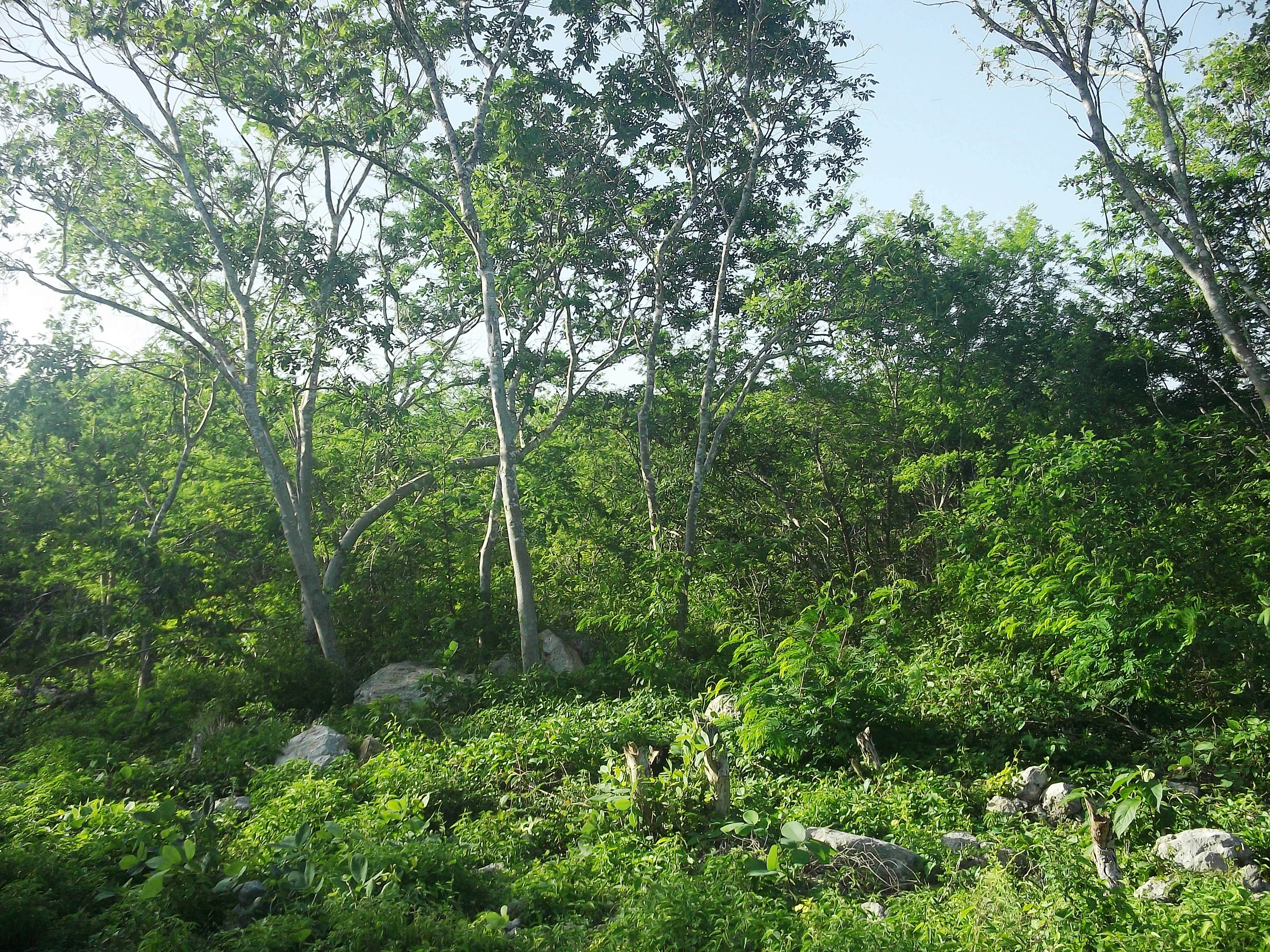
Hacienda de Sanlatah.
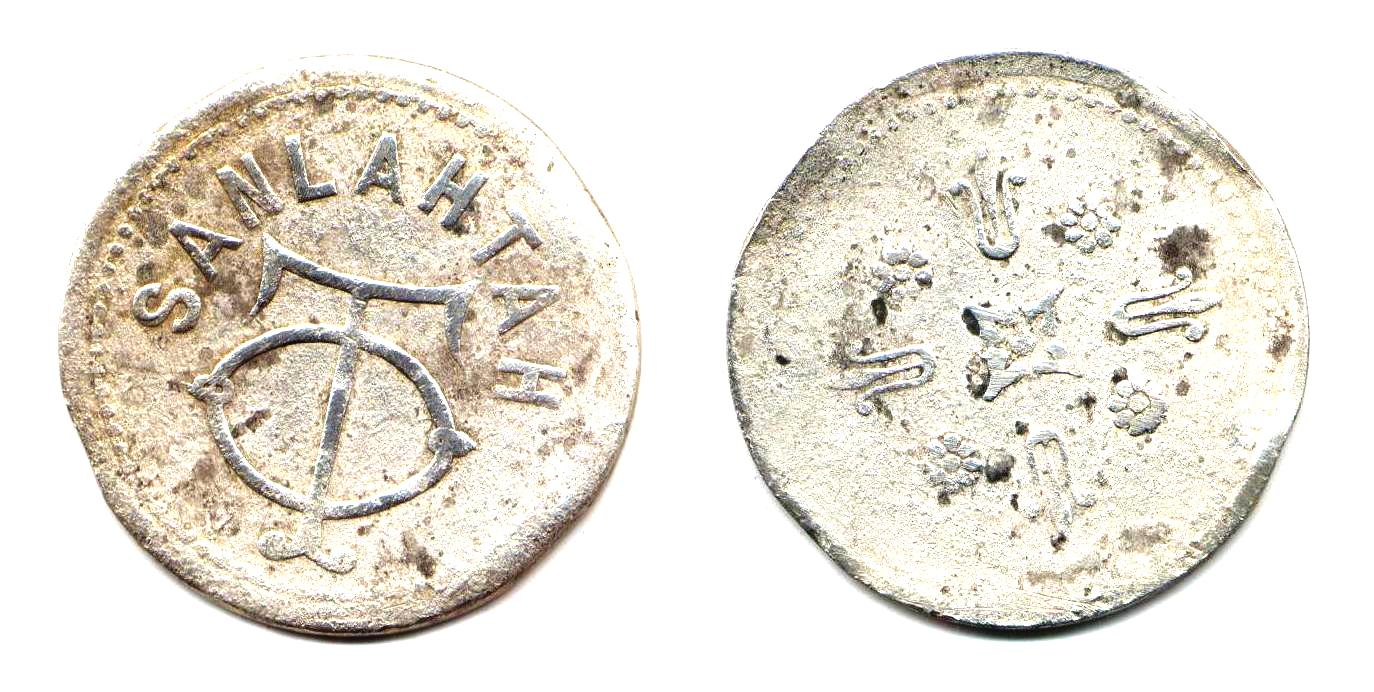
Ficha de hacienda.